# Камень (Пермский край)
Камень — посёлок в Пермском крае России. Входит в Александровский муниципальный округ.

## География
Посёлок расположен на правом берегу реки Яйва, немногим выше места впадения в неё реки Ик, примерно в 29 км к северо-востоку от посёлка городского типа Яйва.

### Уличная сеть
Семь улиц:
- Гагарина ул.
- Калинина ул.
- Комсомольская ул.
- Набережная ул.
- Советская ул.
- Школьная ул.
- Яйвинская ул.

## История
С 2004 до 2019 гг. входил в Яйвинское городское поселение Александровского муниципального района.

## Население
| 2010 |
| ---- |
| 103  |

## Инфраструктура
Личное подсобное хозяйство с зоной сельскохозяйственного использования, индивидуальная застройка усадебного типа.

## Транспорт
Просёлочные дороги.

## Топографические карты
- Лист карты O-40-19. Масштаб: 1 : 100 000. Указать дату выпуска/состояния местности.